# Ljubezen
Ljubezen je čustvena navezanost in naklonjenost drugim osebam, sicer pa ta pojem lahko povezujemo tudi z dejavnostmi (npr. ljubezen do učenja), z drugimi živimi bitji (ljubezen do živali; ljubezen do narave) in z ostalimi pojmi (ljubezen do glasbe) itd. Pogledi na ljubezen se razlikujejo po verskih, filozofskih, kulturnih in drugih znanstvenih pristopih. 
Prav zaradi večpomenskosti besede ljubezen, je treba v slovenščini uporabiti še druge besede, s katerimi opredelimo, za kakšno ljubezen gre (ljubezen do ...). Že stara grščina pa je poznala vsaj tri različne besede za ljubezen:
- eros, ki pomeni vzneseno, telesno, erotično ljubezen. Latinska inačica je amor.
- philia, ki pomeni ljubiteljstvo do kakšne stvari. Tako vse slovenske besede grškega izvora, ki vsebujejo fil, pomenijo ljubezen do nečesa: filantrop (človekoljub), bibliofil (ljubitelj knjig), pa tudi ime Filip (grško Philhipos pomeni ljubitelj konj)
- agape, ki pomeni ljubezen do bližnjega, karitativno dejavnost, pripravljenost pomagati. Latinska inačica je karitas.